# Мар'янівка (село, Звягельський район)
Мар'я́нівка — село в Україні, у Звягельському районі Житомирської області. Населення становить 74 особи. Входить до складу Чижівської сільської громади.

## Історія
У 1906 році Мар`янівка, колонія Сербівської волості Новоград-Волинського повіту Волинської губернії. Відстань від повітового міста 25 верст, від волості 18. Дворів 39, мешканців 201.
В період загострення сталінських репресій в 30-і роки проти українського народу органами НКВС безпідставно заарештовано і позбавлено волі на різні терміни 5 мешканців села, з яких 3 чол. розстріляно. Нині всі постраждалі від тоталітарного режиму реабілітовані і їхні імена відомі:
Геліс Герш Йосипович, Красновський Федір Йосипович, Литвинчук Прокіп Семенович, Муравський Віктор Авакумович, Раух Дмитро Фрідріхович.

## Примітка
1. ↑  Мапа Волинської губернії Шуберта Ф. Архів оригіналу за 25 березня 2021.
2. ↑  Список населених місць  Волинської губернії. —  Житомир: Волинська губернська типографія, 1906. — 219 с. (PDF). Архів оригіналу (PDF) за 14 грудня 2017. Процитовано 2 червня 2019.
3. ↑  «Реабілітовані історією» (Житомирська область). Архів оригіналу за 25 березня 2021.